# Ángel López García
Ángel López García-Molins (Zaragoza, 1949) es un lingüista, ensayista, gramático español, catedrático de lingüística general de la Universidad de Valencia.

## Biografía
Hizo estudios de Ciencias y Filología Románica en la Universidad de Zaragoza. Se doctoró en Filología Hispánica por la Universidad de Zaragoza con una tesis sobre Los adverbios en -mente en español contemporáneo (1976) dirigida por Félix Monge, que obtuvo premio extraordinario en 1977. 
Ha sido sucesivamente Profesor Ayudante del Departamento de Lengua Española de la Universidad de Zaragoza (1972-1973), Becario de Investigación del Consejo Superior de Investigaciones Científicas (1973-74), Profesor Titular de Lingüística y Lengua Española del Colegio Universitario de Huesca (1974-77), catedrático de Lengua y Literatura Española del I.N.B. "Marius Torres" de Lérida (1977), Profesor Agregado de Gramática General y Crítica Literaria de la Universidad de Valencia (1978-80), catedrático de Lingüística General de la Universidad de Valencia desde 1981. También ha sido profesor visitante de la Universidad de Virginia durante el semestre de otoño de 1987, de la Universidad de Maguncia durante el semestre de verano de 1989, de la Universidad de Minnesota durante el semestre de primavera de 1991, de la Universidad de Aarhus durante el semestre de otoño de 1996, de la Universidad de Tucumán durante el semestre de otoño de 2000; también de la Universidad Internacional Menéndez Pelayo, de O.F.I.N.E.S. (Instituto de Cooperación Iberoamericana) y del Instituto Cervantes en los centros de Río de Janeiro, Manila, Bucarest y El Cairo. Imparte regularmente cursos de postgrado en la Universidad de Salamanca y en la Universidad Carlos III de Madrid. 
Fundó la revista Cuadernos de Filología en 1979 y es Director Honorario de la misma; es también codirector de la Biblioteca Lingüística Catalana; Managing Editor de LynX (A Monographic Series in Linguistics and World Perception); Miembro del consejo de redacción de las revistas Hispanic Linguistics, Tropelías, Español actual, Lingüística española actual, Sprachen der Welt, Pragmalingüística, Language Design, Verba, Revista de Investigación Lingüística y ELUA. 
Es también el fundador y director de I.V.A.L.C.A. (Instituto Valenciano de Lengua y Cultura Amerindia) y coeditor de la serie "Lenguas y culturas amerindias". Este Instituto es el único organismo español que se ocupa de los idiomas indígenas de América: ha organizado congresos, fomentado intercambios y dinamizado las relaciones con Hispanoamérica. Él mismo se ha ocupado de una de estas lenguas en su libro Gramática muisca, München-Newcastle, Lincom,1995.
Se autodefine como «un lingüista del código, del sistema, de la langue, de la competence». [sic]

## Lingüística y gramática. Trabajos de investigación más relevantes
Su contribución más destacada a la Lingüística es la gramática liminar, una teoría del lenguaje basada en las relaciones entre la lengua y la conciencia lingüística, las cuales son formalizadas matemáticamente a base de la topología general. El desarrollo de esta teoría, iniciada y definida por Ángel López García, se ha llevado a cabo también por parte de algunos de sus discípulos, agrupados en la denominada Escuela de Valencia. Se trata de un grupo de investigación que también se ha extendido por otras universidades y que ha alcanzado reconocimiento nacional e internacional: está incluida en el Diccionario de lingüística moderna de E. Alcaraz (Barcelona, Ariel) y en el Lexikon der Romanistichen Linguistik (Tübingen, Niemeyer), además de las numerosas reseñas que han merecido los libros de Ángel López García y de sus discípulos.
Sus trabajos más importantes en este ámbito son: Para una gramática liminar (1980); Fundamentos de lingüística perceptiva (1989); Introduction to Topological Linguistics (1990); Gramática del español I. La oración compuesta (1994); Gramática del español II. La oración simple (1996); Gramática del español III. Las partes de la oración (1998). 
Recientemente este planteamiento global, en el que se estudia la relación entre el lenguaje y otras modalidades informativas, sobre todo la visión, le ha llevado a tratar la cuestión del origen del lenguaje desde una perspectiva bioquímica en Fundamentos genéticos del lenguaje (2002), libro polémico en el que establece un paralelismo entre las leyes del código genético y las del código lingüístico.

## Obras de divulgación: lenguaje y sociedad
Más allá de sus trabajos destinados a un ámbito estrictamente académico, Ángel López García ha mostrado siempre un claro interés -representado en diversos trabajos y colaboraciones periodísticas- por intervenir en la vida pública. Fruto de ello han sido dos libros que obtuvieron sendos premios: El rumor de los desarraigados (1985, XIII premio Anagrama); y El sueño hispano ante la encrucijada del racismo contemporáneo (1991, VIII Premio Constitución). 
En el primero se plantea la cuestión del origen del español como koiné de intercambio entre el latín y el euskera y las implicaciones que de ello se derivan para la convivencia de lenguas en la península ibérica; en el segundo se examinan las características de la cultura hispánica como cultura lingüística multirracial, a partir de la experiencia histórica que supone la conquista y colonización de América. 
También en relación con la cuestión de las lenguas peninsulares —en un contexto contemporáneo— firmó las obras Babel airada. Sobre la supuesta ruptura de España (2004) y El boom de la lengua española: análisis ideológico de un proceso expansivo (2007).
En otro texto ensayístico, escrito en colaboración con R. Morant, Gramática femenina, Madrid, Cátedra, 1991, se planteaba la cuestión de la discriminación de la mujer desde el punto de vista lingüístico. 
También destacan, por último, obras de ficción, pero que guardan una relación estrecha con el ámbito del aprendizaje de lenguas, destinadas al público infantil (Atrapados por las palabras, 1997; Los poderes de Meme, 2002) o a estudiantes de español (El inspector filólogo, 1999; El caso del teléfono móvil, 2000; El asesino de Internet, 2000).
Colabora quincenalmente en el diario El País, en su edición de la Comunidad Valenciana.

## Obras
Libros académicos y de divulgación
- Elementos de semántica dinámica. Semántica española. Zaragoza, Ed. Pórtico, 1977.
- Para una gramática liminar. Madrid, Ed. Cátedra, 1980.
- Lecciones de Retórica y Métrica (en col.). Valencia, Ed. Lindes, 1981.
- Estudios de Lingüística española, Barcelona. Ed.Anagrama, 1983.
- El rumor de los desarraigados (Conflicto de lenguas en la península ibérica). Barcelona, Ed.Anagrama, 1985.
- Diccionario de sinónimos y antónimos de la lengua española. Valencia , Ed. Ortells, 1985.
- Psicolingüística. Madrid, Síntesis, 1988
- Fundamentos de lingüística perceptiva. Madrid, Gredos, 1989.
- Introduction to Topological Linguistics - Annexa-LynX. Valencia-Minnesota, 1990.
- Nuevos estudios de lingüística española. Editum: Ediciones de la Universidad de Murcia, 1990.
- Lingüística general y aplicada (en col.). Universidad de Valencia, Secretariado de Publicaciones, 1990.
- El sueño hispano ante la encrucijada del racismo contemporáneo. Mérida, Editora Regional de Extremadura, 1991.
- (en col. con R. Morant), Gramática femenina. Madrid, Cátedra, 1991.
- Presentación de las lenguas y culturas chibchas. Valencia, IVALCA, 1995.
- Gramática muisca. München/Newcastle, LINCOM, 1995.
- Gramática del español 1. La oración compuesta. Madrid, Arco Libros, 1994.
- Gramática del español 2. La oración simple. Madrid, Arco Libros, 1996.
- Gramática del español 3. Las partes de la oración. Madrid, Arco Libros, 1998
- Escritura e información. La estructura del lenguaje periodístico. Madrid, Cátedra, 1996.
- En medio de los medios. Zaragoza, Prames, 1998.
- — (2000). Cómo surgió el español: Introducción a la sintaxis histórica del español antiguo. Madrid: Gredos.[4][5]
- — (2002). Fundamentos genéticos del lenguaje. Madrid: Ediciones Cátedra.[6]
- Comprensión oral del español. Madrid, Arco, 2002.
- — (2004). Babel airada. Las lenguas en el trasfondo de la supuesta ruptura de España. Madrid: Biblioteca Nueva.[7]
- The grammar of genes. Bern / New York, Peter Lang, 2005.
- Gramática cognitiva para profesores de español L2. Madrid, Arco Libros, 2005
- Conocimiento y lenguaje. Universidad de Valencia, Servicio de Publicaciones, 2005
- The Neural Basis of Language. München/Newcastle, LINCOM, 2007.
- — (2007). El boom de la lengua española. Análisis ideológico de un proceso expansivo. Madrid: Biblioteca Nueva.[8]

Ensayos militantes
- — (2017). España contra el Estado. Editorial Renacimiento.[9]

Libros didácticos y de creación
- Atrapados por las palabras. Barcelona, Alba, 1997.
- El inspector filólogo. Madrid, Arco, 1999.
- El caso del teléfono móvil. Madrid, Arco, 2000.
- El asesino de Internet. Madrid, Arco, 2000.
- Los poderes de Meme. Barcelona, Alba, 2002.